# Dobrovice
Dobrovice (en allemand : Dobrowitz, précédemment Dobrawitz) est une ville du district de Mladá Boleslav, dans la région de Bohême-Centrale, en République tchèque. Sa population s'élevait à 3 647 habitants en 2024.

## Géographie
Dobrovice se trouve à 7 km au sud-est du centre de Mladá Boleslav et à 50 km au nord-est de Prague.
La commune est limitée par Mladá Boleslav, Řepov et Kolomuty au nord, par Březno, Ctiměřice et Semčice à l'est, par Pěčice, Kosořice et Luštěnice au sud, et par Němčice et Vinařice à l'ouest.

## Histoire
La première mention écrite de la localité date de 1249.

## Personnalité
- Marie Tomášová (1929-2025), actrice, y est née.